# Теселяція

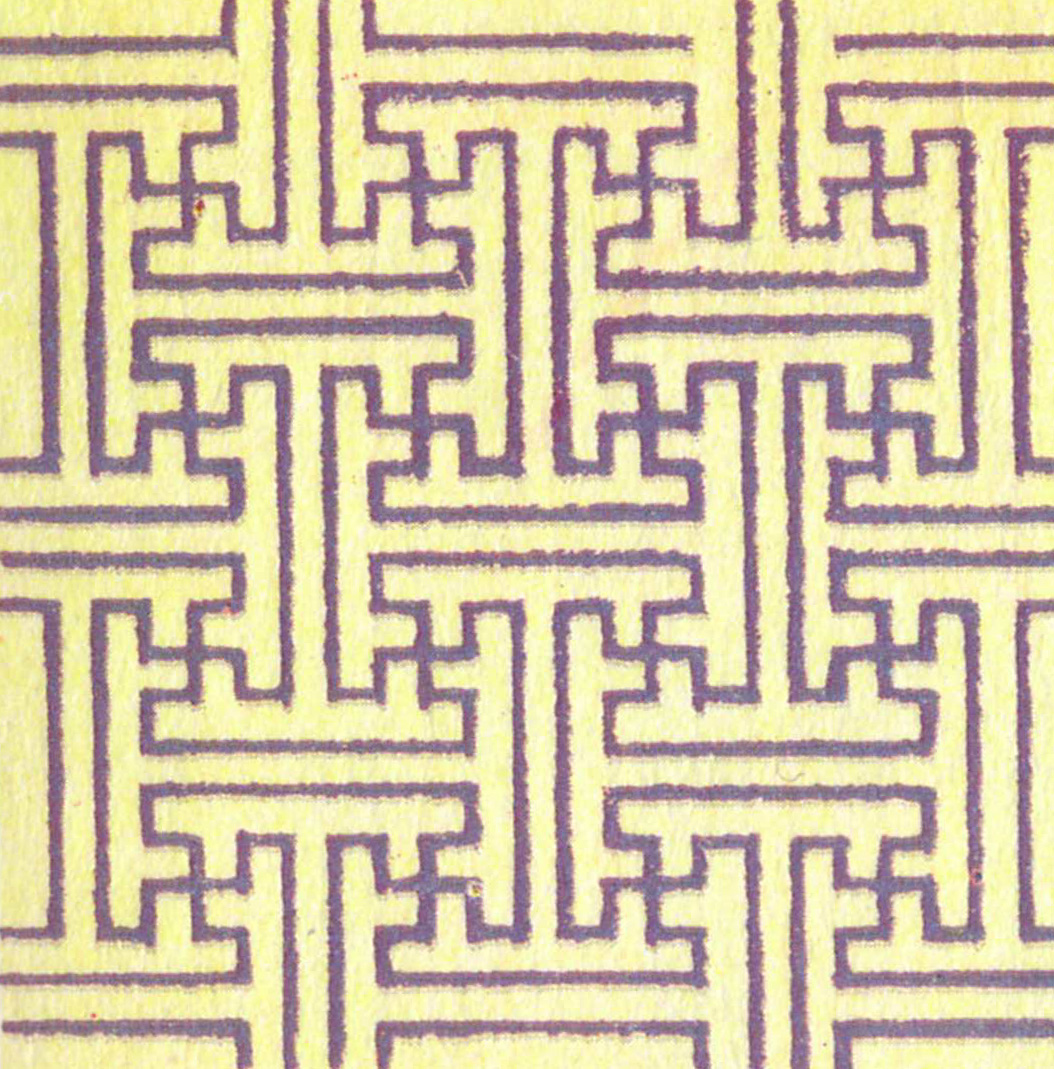
Розпис порцеляни, Китай

Теселя́ція (від лат. tessella — шматок глини, з якого випікали мозаїку), також паркет — мозаїка, складена з кількох абсолютно однакових форм, які прилягають одна до одної без проміжків і не перекривають одна одну.
Парке́т — замощення площини багатокутниками без пробілів і перекриттів, в якому будь-які два багатокутники мають або спільну сторону, або тільки спільну вершину, або зовсім не мають спільних точок.
Прості геометричні теселяції можуть складатися тільки з трьох фігур: рівнобічних трикутників, квадратів і шестикутників.
Одне з перших вивчень теселяцій було зроблене у 1619 році Йоганном Кеплером, який описав правильні багатокутники на площині.
У 1891 році російський кристалограф Євграф Степанович Федоров довів, що кожна частина такої мозаїки з трансляційною симетрією побудована відповідно до однієї з 17 груп ізометрії. Таким чином, існує всього 17 можливих способів розміщення фігури для того, щоб заповнити ними всю поверхню. Всі вони були використані у гравюрах голландського художника Моріца Ешера.

## Термінологія

### Замощення, мозаїки, паркети, розбиття
Паркети інакше називають «замощенням», «мозаїками» (англ. tessellation, tiling), «розбиттям площини» (англ. partition). Замощення тривимірного простору і просторів вищих розмірностей часто називають стільниками.
Паркети з областями (плитками) довільної форми іноді називають «картами».

### Покриття та упаковки
Якщо об'єднання кількох фігур містить дану фігуру Ф, то кажуть, що ці фігури утворюють покриття фігури Ф. При цьому фігури, які покривають, можуть перекриватися, але вони покривають фігуру Ф без пробілів.
Упаковка — це розміщення всередині даної фігури декількох фігур, які не мають спільних точок, крім, можливо, граничних (тобто без перекриття).
Замощення — це розбиття фігури на частини. Замощення є одночасно покриттям і упаковкою.

### Протоплитки
Протоплитки паркету (англ. prototiles, також прототипи) — це плитки (форми), що входять в паркет. Кожна плитка паркету конгруентна однією з протоплиток.
Так, єдина протоплитка п'ятикутного паркету — правильний шестикутник; протоплиткою правильного сферичного п'ятикутного паркету є пентагон; множина протоплиток ромботришестикутного паркету складається з рівностороннього трикутника, квадрата і шестикутника.
Паркет називається k-едричним, якщо множина його протоплиток (протомножина) складається з k плиток.
Плитки паркету також називають гранями, а сторони багатокутних плиток — ребрами, за аналогією з термінологією для багатогранників.

### Конфігурація вершин і граней
Ромботришестикутний паркет складається з плиток трьох типів: рівносторонній трикутник, квадрат і шестикутник. Ці плитки розташовуються навколо кожної з вершин в такому порядку: трикутник, квадрат, шестикутник, квадрат. Такий порядок називається конфігурацією вершини паркету і записується в формі 3.4.6.4. У разі, якщо два і більше числа в цій послідовності йдуть підряд, використовується скорочений запис. При цьому записи, що відрізняються лише циклічною перестановкою чисел або зміною порядку запису на протилежний (наприклад, 3.3.4.3.4 і 4.3.3.4.3), позначають одну і ту ж конфігурацію вершини; в той же час запис 3.4.4.6 не є еквівалентним запису 3.4.6.4.
У неоднорідних паркетах можуть зустрічатися вершини з різними конфігураціями.
Конфігурацією граней називається послідовність степенів вершин цієї межі при обході її в одному напрямку. Конфігурація граней записується послідовністю чисел в квадратних дужках або з префіксом V.
Якщо усі вершини деякого паркету мають одну і ту ж конфігурацію, то всі грані двоїстого йому паркету мають одну і ту ж конфігурацію. Наприклад, конфігурації граней паркету, двоїстого ромботришестикутному паркету 3.4.6.4, записуються як V3.4.6.4.

## Види паркету

15 відомих станом на 2015 рік п'ятикутних паркетів

У багатьох випадках застосовується умова еквівалентності кожної з протоплиток паркету топологічному диску; іншими словами, плитка не повинна складатися з декількох частин (квазіполіміно), містити «отвори», бути нескінченною смугою тощо.

#### Правильні паркети
Паркети, складені з однакових правильних багатокутників, називають  правильними паркетами (англ. regular tilings). Існує три правильних заміщення площини: трикутний паркет, квадратний паркет і шестикутний паркет.
|                     |
| Трикутний паркет 36 |

|                     |
| Квадратний паркет 4 |

|                       |
| Шестикутний паркет 63 |

Правильні паркети називають також  Платоновими паркетами .
Поліформи, що розташовуються на правильних паркетах, називаються відповідно поліамондами, полімін і полігексами.
Для позначення паркету з правильних  p  — кутників, розташованих по  q  навколо кожної вершини, застосовується символ Шлефлі { p ,  q }. Символи Шлефлі трьох правильних мозаїк — {3,6}, {4,4} і {6,3}.

#### Напівправильні паркети
Паркети, що складаються з правильних багатокутників  двох або більше  типів, такі, у яких для всяких двох вершин паркету існує перетворення симетрії (самопоєднання), що переводить одну з них в іншу, називаються  напівправильними паркетами, або  архімедовим паркетами.
Існує 8 напівправильних паркетів. Один з восьми напівправильних паркетів кирпатий тришестикутний паркет є хіральним, тобто не збігається з власним дзеркальним відображенням.
|                                  |
| Усічений квадратний паркет 4.8.8 |

|                                      |
| Кирпатий квадратний паркет 3.3.4.3.4 |

|                               |
| Тришестикутний паркет 3.6.3.6 |

|                                     |
| Усічений шестикутний паркет 3.12.12 |

|                                    |
| Ромботришестикутний паркет 3.4.6.4 |

|                                            |
| Ромбоусічений тришестикутний паркет 4.6.12 |

|                                        |
| Ізокирпатий трикутний паркет 3.3.3.4.4 |

|                                                                          |
| Кирпатий тришестикутний паркет (одна з двох дзеркальних копій) 3.3.3.3.6 |

Однорідні паркети
Існує два визначення, що призводять до одного і того ж набору з 8 напівправильних паркетів на площині.
Перше, «локальне» визначення, полягає в тому, що вершинні конфігурації всіх вершин повинні збігатися. Іншими словами, послідовності граней навколо будь-яких двох вершин паркету повинні бути однаковими: одні і ті ж багатокутники повинні йти в одному і тому ж (або в протилежному) порядку.
Друге, «глобальне» визначення, вимагає, щоб для будь-яких двох вершин паркету існувало перетворення симетрії (самопоєднання паркету), що переводить одну з них в іншу.
Грюнбаум і Шепард поділяють терміни «архімедів паркет» і «однорідний паркет»: до першої групи відносяться паркети, відповідні «локального» визначення, а до другої — «глобального». Хоча на евклідовій площині дві ці множини збігаються, в інших просторах існують архимедові паркети, що не є однорідними.
У математичній літературі значення термінів «архімедів паркет», «напівправильний паркет» і «однорідний паркет» варіруюються.

#### Квазиправильні паркети
«Квазіправильний паркет» (або багатогранник) — однорідний паркет (або багатогранник), що складається з граней двох видів, які чергуються навколо кожної вершини; іншими словами, кожна грань оточена гранями іншого типу.
На евклідовій площині існує лише один квазіправильний паркет — тришестикутний паркет з вершинною конфігурацією 3.6.3.6. На сфері існує два квазіправильних паркетів сферичних багатогранника — кубооктаедр і ікосододекаедр.
На гіперболічні площині існує безліч квазіправильних паркетів виду {\displaystyle p.q.p.q}, де {\displaystyle {\frac {1}{p}}+{\frac {1}{q}}<{\frac {1}{2}}.}.

#### Неоднорідні паркети
Існує безліч неоднорідних паркетів, що складаються з правильних багатокутників.
|           |
| 32.62, 36 |

|                |
| 32.62, 3.6.3.6 |

|             |
| 32.4.12, 36 |

|                 |
| 3.42.6, 3.6.3.6 |

Періодичні неоднорідні паркети можна класифікувати за кількістю орбіт вершин, ребер і граней. Якщо число орбіт вершин дорівнює «n», паркет називається «n»-однорідним або «n»-ізогональним; якщо число орбіт ребер дорівнює «n» — «n»-ізотоксальним. Вищенаведені приклади являють собою чотири з двадцяти 2-однорідних паркетів.

### Неперіодичні паркети і аперіодичні множини плиток

Неперіодична мозаїка P3, вперше опублікована Р. Пенроузом у 1978 році

Ромби Пенроуза з виступами і западинами, що забезпечують неможливість періодичного покриття без використання кольорових плиток і ліній

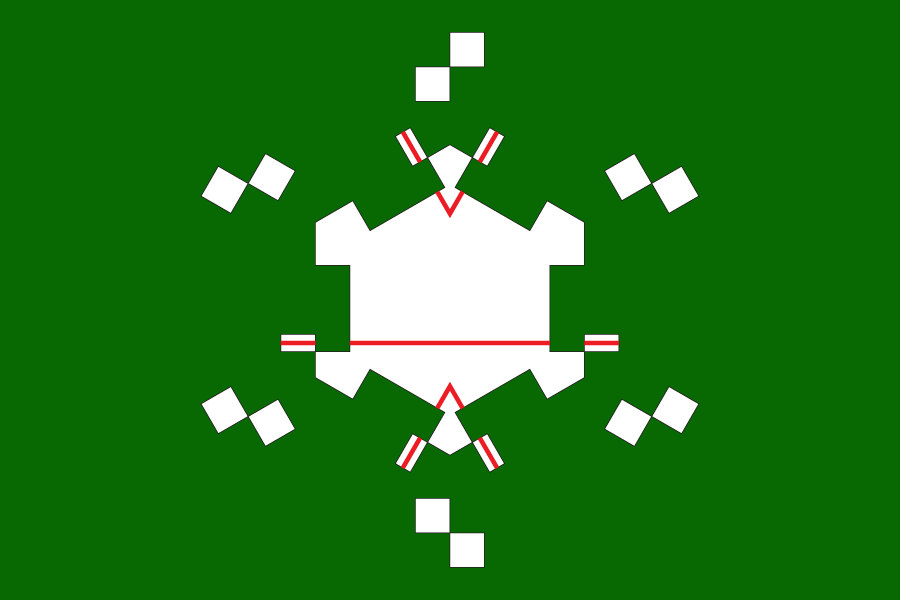
Двовимірна нерозбірна плитка Соколара — Тейлор

Розбиття T називається періодичним, якщо серед симетрій «T» існують два паралельні перенесення в непаралельних напрямках. У цьому випадку мозаїку можна вважати складаною з повторень невеликого фрагмента, викладеного із елементів у вузлах деякої решітки. Множина прототипів (протомножин) «P» називається «аперіодичною», якщо вона реалізується в якихось розбиттях площин, але жодне з них не є періодичним.
Перший приклад аперіодичної множини плиток був знайдений Робертом Берджером в 1966 році і включав в себе 20426 плиток Вана. Плитки Вана являють собою квадрати одного розміру з пофарбованими сторонами; при побудові мозаїки дозволено поєднувати плитки лише одноколірними сторонами і заборонено перевертати плитки.
Пізніше були знайдені аперіодичні протомножини з меншим числом плиток. Роджер Пенроуз виявив аперіодичні протомножини, що складаються з двох плиток.
У 2010 році Джошуа Соколар і Джоан Тейлор запропонували аперіодичну множину, що складається з єдиної плитки, яка являє собою правильний шестикутник з нанесеною розміткою у вигляді кольорових ліній і з додатковими обмеженнями, пов'язаними з взаємним розташуванням «'не'» торкаючись один одного. Існує модифікація, яка не використовує подібних обмежень, але використовує незв'язну плитку, тобто, плитку, що не є топологічним диском. Існування єдиної зв'язковий плитки без додаткової розмітки та обмежень, здатної покрити площину тільки аперіодично, залишається відкритою проблемою.

### Сферичні багаторанники

Зірчастий семикутний паркет в моделі Пуанкаре на верхній півплощині. Чорні лінії утворюють «'правильний семикутний паркет порядку 3»' (паркет, в кожній вершині якого сходяться три однакових правильних семикутника).

Правильний семикутний паркет порядку 3 в моделі Пуанкаре на диску

«'Сферичний паркет'» або «'сферичний багатогранник'» — розбиття сфери на сферичні багатокутники, великих кіл.
Кожному з 5 платонових тіл відповідає правильний сферичний паркет. Формально, нехай «S» — сфера з центром «O», що збігається з центром багатогранника «P». Проведені з «O» промені, що проходять через вершини багатогранника «P», перетинають сферу «S» в точках, які є вершинами відповідного сферичного паркету; ребра багатогранника «P» відповідають дугам великих кіл на «S».
Крім сферичних аналогів п'яти «платонових тіл», існує два сімейства правильних сферичних багатогранників, які не мають еквівалентів серед багатогранників з плоскими гранями: осоедри — багатогранники з двома вершинами, які перебувають на полюсах сфери, межі яких є конгруентними двокутниками, і діедри — двоїсті осоедрам двогранники, вершини яких знаходяться на екваторі сфери.

### Гіперболічні паркети
Аксіома паралельності Евкліда (точніше, одне з еквівалентних їй тверджень) свідчить:
| Через точку, що не лежить на даній прямій, проходить не більше однієї прямої, що лежить з даною прямою в одній площині і не перетинає її. |

У гіперболічній геометрії, замість неї приймається така аксіома:
| Через точку, що не лежить на даній прямій, проходять принаймні дві прямі, що лежать з даною прямою в одній площині і не перетинають її. |

Для зображення гіперболічної площини застосовується одна з існуючих моделей — модель Бельтрамі — Кляйна, конформний диск Пуанкаре, модель Пуанкаре на півплощині.
На евклідовій площині існує лише три правильні паркети і 8 напівправильних. На гіперболічній площині існує нескінченна множина навіть правильних паркетів, включаючи паркети з сімома і більше рівносторонніми трикутниками навколо вершини, п'ятьма і більше квадратами, чотирма і більше правильними п'ятикутниками (паркет з трьома п'ятикутниками навколо вершини є сферичним додекаедром), чотирма і більше правильними шестикутниками і трьома і більш рівними правильними багатокутниками з кількістю сторін більше 6.

## Задачі на паркеті
Велика кількість задач і головоломок пов'язані з розбиттям прямокутників (або інших зв'язаних фігур) на плитки з певної заданої множини протоплиток. Самі протоплитки при цьому можуть являти собою зв'язкові об'єднання осередків правильного паркету.
Зокрема, існує клас задач на заміщення прямокутників m × n плитками доміно таким чином, щоб в отриманому розбитті не було прямої лінії, що перетинає прямокутник від краю до краю і не перетинає жодної плитки доміно; такі прямокутники називаються «міцними».
В інших задачах встановлюється додаткове обмеження на кількість плиток кожного виду, які використовуються в замощенні. У задачах, пов'язаних з пентаміно, потрібно покрити 12 фігурами задану підмножину квадратного паркету, що складається з 60 клітин; при цьому кожна плитка повинна бути використана тільки один раз.

### Перерахування паркету
Задача визначення кількості паркетів, що складаються з опуклих багатокутників заданого типу, вирішена лише частково:
- Будь-яким трикутником або чотирикутником можна замістити площину.
- Відомо 15 п'ятикутників, здатних замістити площину; невідомо, чи є цей перелік повним. Проблема перерахування п'ятикутних паркетів має багату історію.
- Відомо 3 типи шестикутників, здатних замістити площину.
- Неможливо замістити площину однаковими опуклими багатокутниками з числом сторін, більшим або рівним семи.